# 小松原久治
小松原 久治（こまつばら きゅうじ、1892年（明治25年）10月30日 - 1967年（昭和42年）1月17日）は、日本の元造幣局研究所所長、工学博士。

## 略歴
- 1892年10月30日 - 山形県飽海郡南平田村桜林（後の平田町、現在の酒田市）に小松原与五郎の四男として誕生。
- 荘内中学校（山形県立鶴岡南高等学校） 卒業
- 名古屋第八高等学校 卒業
- 1920年 - 京都帝国大学工科大学工業化学科 卒業
  - 大蔵省造幣局 入局
- 1931年9月16日 - 工学博士号（京都大学） 授与
- 1948年9月25日 - 造幣局研究所所長 就任
- 1949年6月 - 同局退職
- 1965年11月3日 - 勲三等・瑞宝章 叙勲
- 1967年10月30日 - 死去。

## 著作

### 著書
- 『鉱産物分析法協議会標準分析法 第1編』鉱産物分析法協議会、1935年。
- 『標準分析法』鉱産物分析法協議会、1944年。

### 論文
- 「金銀の精製」『電気化学』第1巻第5号、電気化学会、1933年11月5日、214-217頁、NAID 130007749448。
- 「ニッケル製錬に関する所見」『日本化学会誌』第61巻第2号、日本化学会、1940年、184-192頁、NAID 130003987460。
- 「ニッケル製錬に関する所見」『工業化学雑誌』第43巻第3号、日本化学会、1940年3月5日、215-218頁、NAID 130004269989。
- 「ニッケル貧鉱処理に対する電解の応用」『電気化学』第9巻第11号、電気化学会、1941年11月5日、346-348頁、NAID 130007753612。
- 「ブリキより錫の回収法」『電気化学』第9巻第11号、電気化学会、1941年11月5日、351-352頁、NAID 130007753616。

#### 博士論文
- 「金銀ノ電気分解ニ就イテ」、京都帝国大学、1931年9月16日、NAID 500000487549。

## 親族
- 次兄 - 小松原重治 - 医学博士